# دارين سوين
دارين سوين هو سياسي أمريكي، ولد في 6 مايو 1970 في وينزور في الولايات المتحدة. نشط حزبياً في الحزب الديمقراطي. وقد انتخب عضو مجلس النواب لولاية ماريلند ‏.